# Tom Berglund
Tom Patrik Berglund, född 17 oktober 1951 i Helsingfors, är en finländsk företagsekonom. 
Berglund innehade olika befattningar vid Svenska handelshögskolan 1978–1989, blev ekonomie doktor 1986, var forskningsdirektör vid högskolan 1990–1992 och blev professor i företagets teori och tillämpad mikroekonomi 1992. Bland hans publikationer märks Anomalies in Stock Returns on a Thin Security Market (1986) och Nationalekonomins grundprinciper (tillsammans med Edvard Johansson, 1996).